# Ланч/Ленц
Ланч/Ленц (ромш. Lantsch) — громада  в Швейцарії в кантоні Граубюнден, регіон Альбула.

## Географія
Громада розташована на відстані близько 165 км на схід від Берна, 19 км на південь від Кура.
Ланч/Ленц має площу 21,8 км², з яких на 3,9% дозволяється будівництво (житлове та будівництво доріг), 27,3% використовуються в сільськогосподарських цілях, 34,6% зайнято лісами, 34,2% не є продуктивними (річки, льодовики або гори).

## Демографія
2019 року в громаді мешкало 539 осіб (+1,3% порівняно з 2010 роком), іноземців було 17,4%. Густота населення становила 25 осіб/км².
За віковим діапазоном населення розподілялося таким чином: 16,7% — особи молодші 20 років, 60,1% — особи у віці 20—64 років, 23,2% — особи у віці 65 років та старші. Було 262 помешкань (у середньому 2 особи в помешканні).
Із загальної кількості 184 працюючих 22 було зайнятих в первинному секторі, 12 — в обробній промисловості, 150 — в галузі послуг.